# 白石古墳群
白石古墳群（しろいしこふんぐん）は、群馬県藤岡市白石などに分布する5世紀前半から6世紀後半にかけての古墳群。「毛野国白石丘陵公園」となっている。

## 概要
白石古墳群は、藤岡市白石、上落合などに分布する古墳群で、七輿山支群、稲荷山支群、猿田支群、下郷支群の4つで構成される。古墳群の始まりは、鮎川の段丘上に築かれた白石稲荷山古墳で、そこから巨大古墳や群集墳が築かれていった。詳細は各支群にて記載。

## 七輿山支群
- 七輿山古墳
- 伊勢塚古墳
- 宗永寺東裏塚古墳
- 宗永寺西裏塚古墳
- 平井地区1号墳
- 皇子塚古墳
- 薬師塚古墳

## 猿田支群
- 猿田古墳
- 鍋塚古墳
- 大御堂古墳
- 廣瀬古墳
- 城山古墳

## 稲荷山支群
- 白石稲荷山古墳
- 十二天塚古墳
- 十二天塚北古墳
- 新堀大塚古墳

## 下郷支群
- 滝1号墳
- 江原塚古墳
- 堀越塚古墳
- 白石二子山古墳
- 萩原塚古墳
- 佐平塚古墳

## 参考図書
- 志村, 哲「第2章 遺跡の地理的歴史的環境（第2部　猿田Ⅱ遺跡の調査）」『国立歴史民俗博物館研究報告』第120号、国立歴史民俗博物館、2004年3月31日、doi:10.15024/00001312、CRID 1390853649019681536。

- 教育委員会事務局文化財保護課. “古墳時代の群馬－東国文化の中心地（白石古墳群）”. 群馬県. 2019年8月20日閲覧。